# Batalha de Higueruela
A Batalha de Higueruela ou Batalha da Veiga de Granada foi uma batalha que teve lugar a 1 de Julho de 1431 na várzea perto de Elvira, nas cercanias de Granada, capital do Reino Nacérida, entre as forças de João II de Castela e as de Maomé IX.
Na Primavera de 1431 reacendeu-se a ofensiva castelhana contra o Reino Nacérida. João II e o seu favorito Álvaro de Luna haviam decidido prosseguir a obra iniciada por Fernando de Antequera, e a 28 de Junho as forças do rei de Castela penetraram na Veiga de Granada, nas proximidades de Elvira e da capital do Reino Nacérida. Os combates entre pequenos destacamentos terminaram com uma batalha campal a 1 de Julho de 1431, na qual Álvaro de Luna e as suas hostes perseguiram as forças muçulmanas comandadas por Maomé al-'Ahnaf ("o Coxo",futuro Maomé X) vencidas até às muralhas de Granada, e só se retiraram quando ficaram debaixo do fogo dos besteiros encarregados da defesa da cidade.
Esta batalha ficou também conhecida por Batalha de Higueruela, devido a uma figueira que se encontrava no lugar dos acontecimentos. Esta batalha não teve qualquer importância estratégica mas, repleta de proezas, estimulou a imaginação dos cavaleiros cristãos.
Nesta batalha estiveram presentes, entre outros, D. Pedro da Cunha, 2º Conde de Valença de Campos e Pero Lopes de Ayala, senhor de Fuensalida.